# Silvanoprus feae
Silvanoprus feae es una especie de coleóptero de la familia Silvanidae.

## Distribución geográfica
Habita en Birmania.